# Romanyà d’Empordà
Romanyà d’Empordà – miejscowość w Hiszpanii, w Katalonii, w prowincji Girona, w comarce Alt Empordà, w gminie Pontós.
Według danych INE z 2005 roku miejscowość zamieszkiwało 28 osób.